# گورخری (سرده)
گورخری  (نام علمی: Aphelandra) نام یک سرده از تیره پاخرسیان است.
گونه‌های گورخری دارای برگ‌های زینتی، کشیده، رگبرگ‌های کاملاً مشخص و یک ساقه گل دهنده چهار گوش و براکته‌های رنگی است. این گیاههان نسبتاً گرمسیری بهتر است در گلخانه‌های نسبتاً گرم و مرطوب نگه‌داری شوند. چنانچه هر زمان رطوبت محیط از حد معینی کمتر شود علائم سوختگی حاشیه برگی روی آن ملاحظه می‌شود.